# Haselünne
Haselünne, város Németországban, Alsó-Szászországban.

## Fekvése
Meppentől 12 km-re, keletre, Lingentől 20 km-re északra. Környező települések: északra Sögel, keletre Herzlake, délre Lengerich és Geeste, nyugatra Meppen.

## Népesség
| Lakosok száma | 12 728 | 12 847 | 12 914 | 13 196 | 13 552 | 13 663 |
|               | 2016   | 2017   | 2019   | 2021   | 2022   | 2023   |

## Története

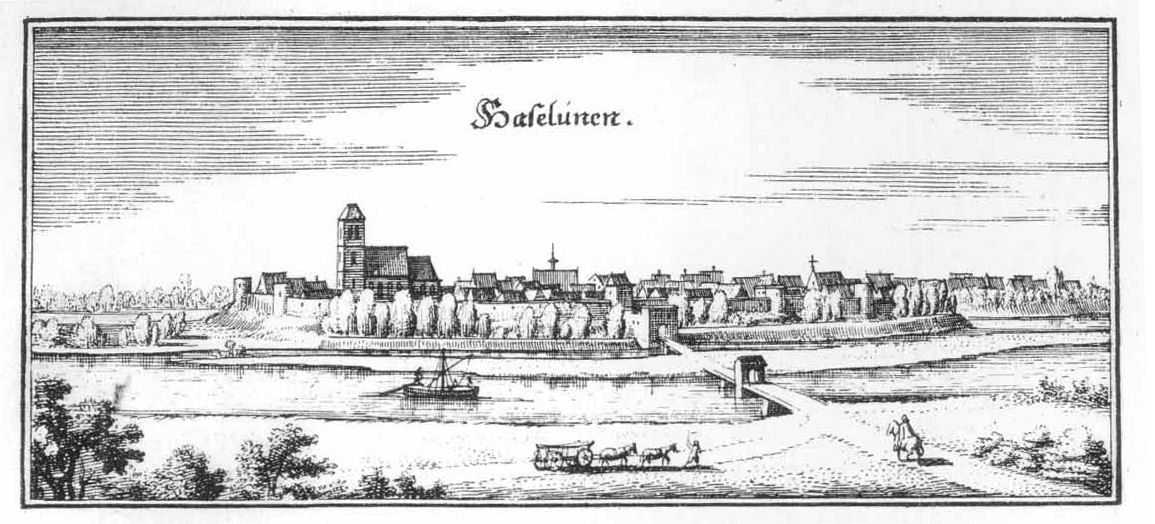
Egy régi metszet a városról

A város egyike az Ems folyó mentén létrejött legrégebbi településeknek. Haselünne és környéke az itt talált régészeti leletek alapján már a korai kőkorszakban lakott volt. A városról fennmaradt első írásos feljegyzések pedig már oppidum néven említették. 1025-ben piaci jogokat, 1272-ben pedig városi jogot is kapott. A középkorban pedig a Hanza városok szövetségéhez tartozott. 1272-ben Münster püspök megújította városi rangját. 1733-ban és 1751-ben, majd 1798-ban ismét nagy tűzvész pusztított a városban.
1810-ben Haselünne a francia birodalom része, 1815-ig. 1894-ben nyílt meg a városon áthaladó Meppen-Haselünner-vasútvonal.
1945-ben a nyugati szövetséges csapatok foglalták el, 1946-ban az újonnan alakult állam Alsó-Szászország része lett.
1977-ben Az alsó-szászországi Circle reform jött létre Emsland kerület az egykori Lingen, Meppen és Village Hümmling területéből.

## Nevezetességek
- St. Vincent-templom - háromhajós, késő gótikus csarnok templom és már valószínűleg a 15. század utolsó harmadában állt.
- Klarissenkloster
- Városháza - 1850-ben épült, építésze Josef Niehaus.

## Itt születtek, itt éltek
- Karl Immendorf (1692-1752) - jezsuita
- Josef Niehaus (1802-1864) - építész (késő klasszicizmus)
- Tobias Sudhoff (született 1972) - humorista, jazz zenész és szerző

## Galéria

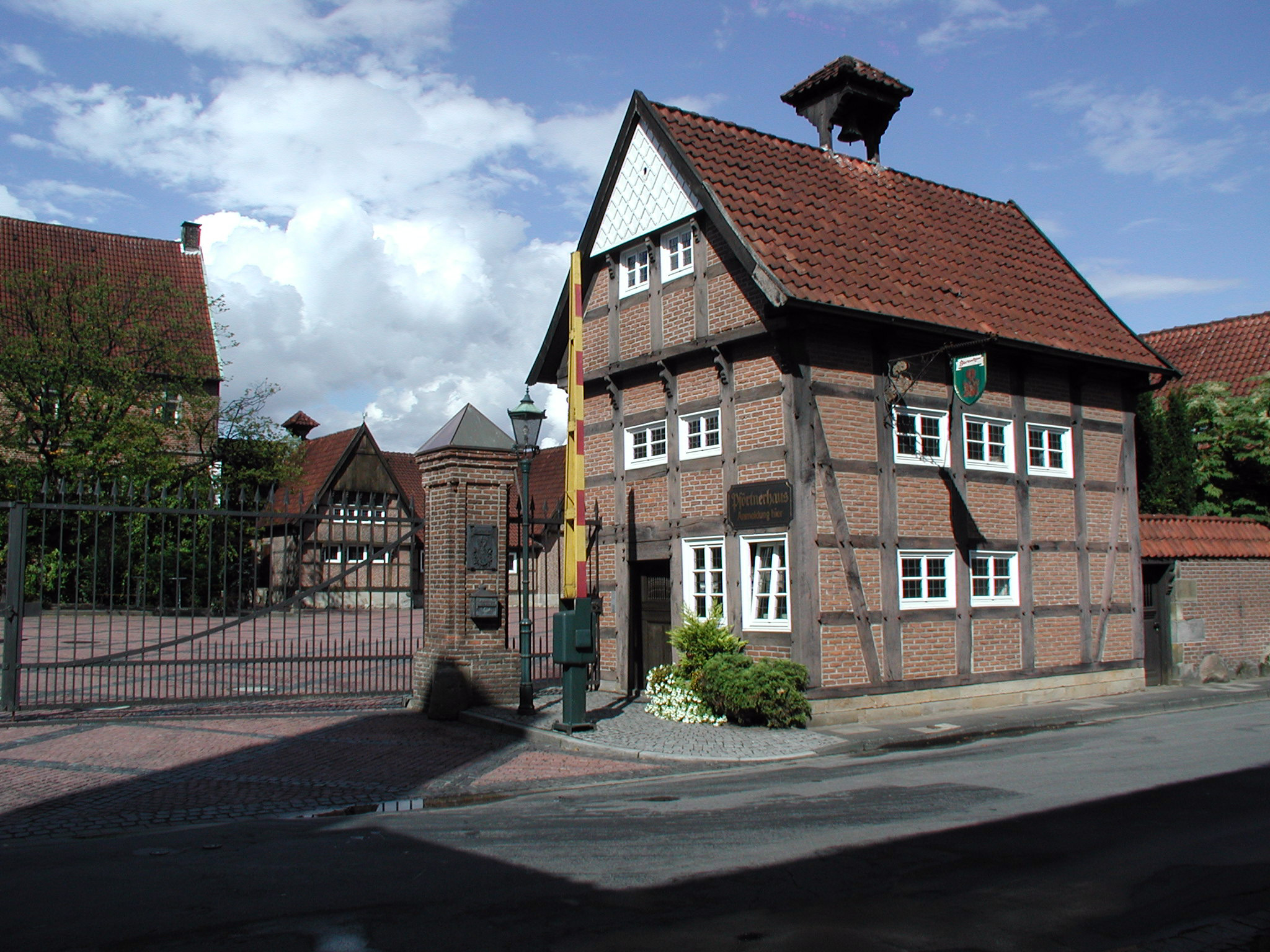
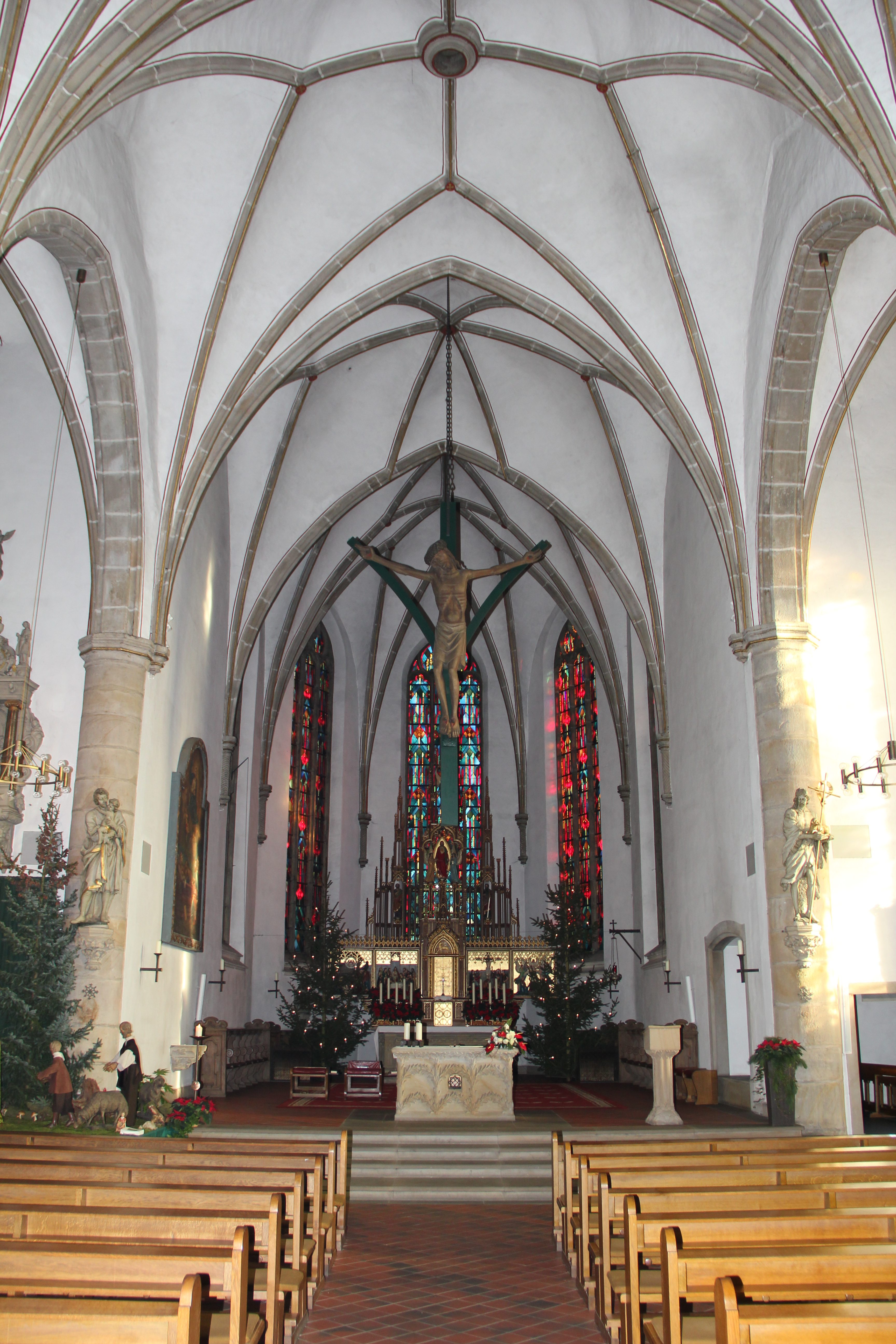
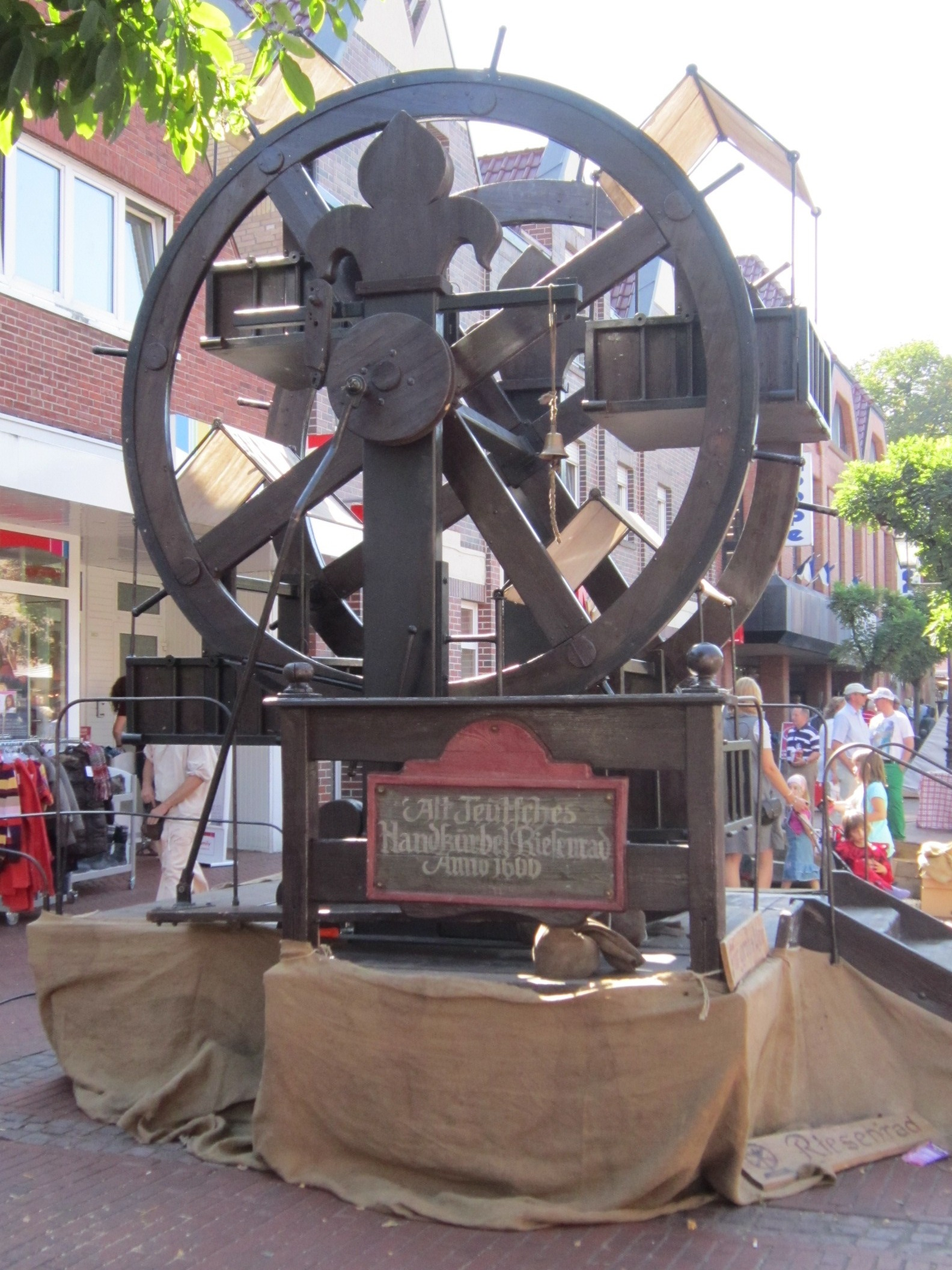
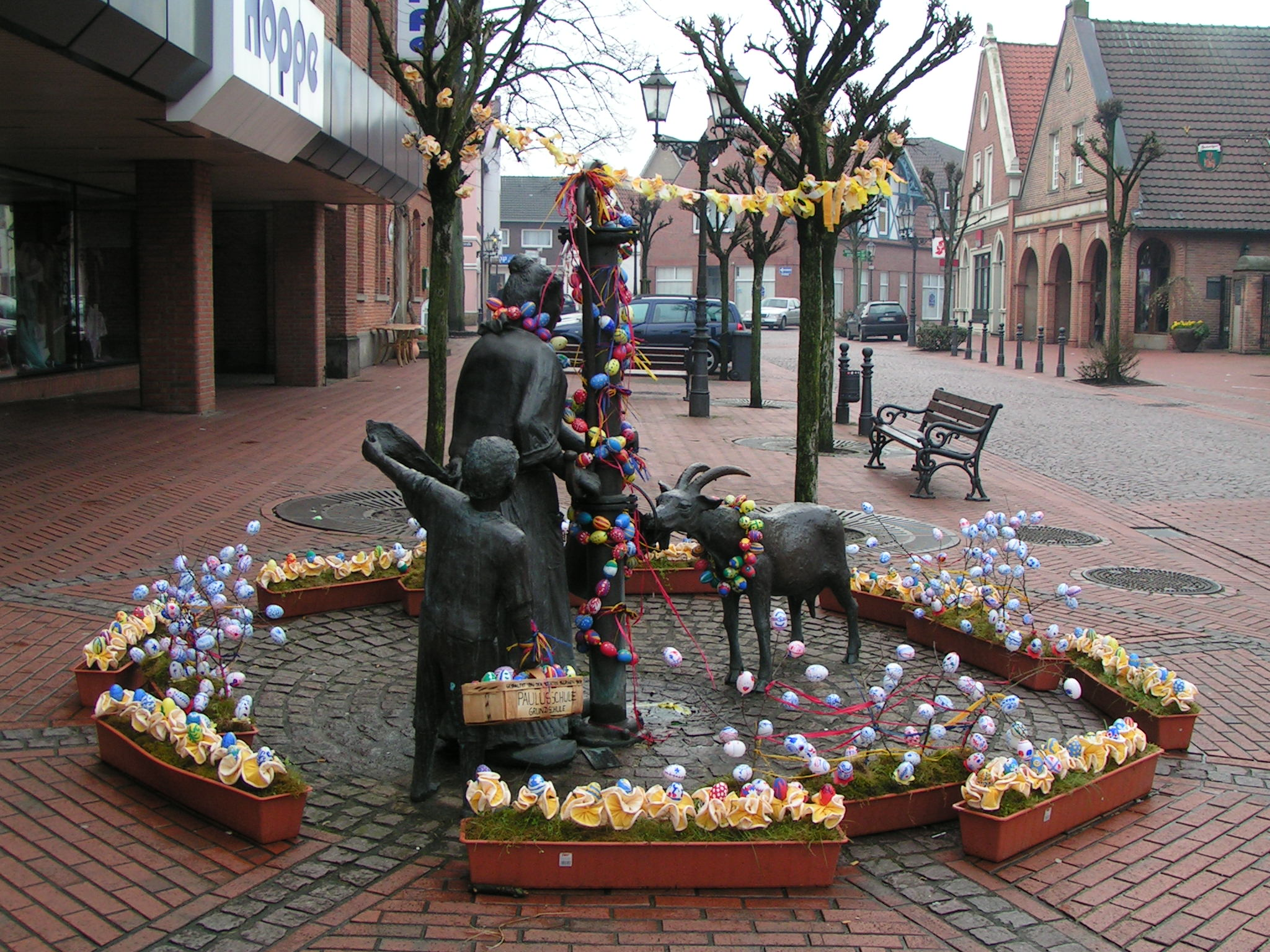